# Bálint Ágnes
Bálint Ágnes (Németh Sándorné, Adony, 1922. október 23. – Vecsés, 2008. október 24.) József Attila-díjas magyar író, szerkesztő, dramaturg.
Ilyen új s eredeti mese negyedszázadban egy születik. Mintha a magyar Andersennel találkoztunk volna!

## Élete
Már kisgyermekként is jól rajzolt. Anyja 5 éves korában megtanította olvasni, írni. Korai olvasmányai (Karl May, Jókai Mór) nagy hatással voltak rá.
A gimnázium első két osztályát magánúton végezte. Vizsgáit a székesfehérvári leánygimnáziumban (jelenleg Teleki Blanka Gimnázium) tette le. Ott végezte el a III. évet is. A következő évben a család úgy döntött, hogy a budapesti Angolkisasszonyok zárdájában tanul tovább. A zárdai életet nagyon nem szerette.
1937 októberétől Bécsben a Wiener Frauenakademie nevű művészeti iskolában rajzolni tanult. Tanultak könyvillusztrálást és plakátrajzolást is. Ezt az iskolát nagyon szerette. Közben (14 éves korában) a Magyar Úriasszonyok című folyóirat mellékletében a Fánni, a modern tündér című meseregényét folytatásokban közölték.
1941-ben, 19 éves korában a Dante kiadónál jelent meg első meseregénye, Az elvarázsolt egérkisasszony, majd 1942-ben a második, Cimborák címmel.
1944-ben feleségül ment dr. Németh Sándorhoz, akitől két lánya született, Ágnes és Anna.
1958. február 1-jétől 1986-os nyugdíjazásáig a Magyar Televíziónál dolgozott.  Bálint Ágnest a TV Maci szülőanyjának nevezik, mert ő írta az Esti mese szignálfilmjének eredeti forgatókönyvét, és ő találta ki a kis maci karakterét is. 1961-től bábjátékokat írt (Mi újság a Futrinka utcában, Mazsola), majd rajzfilmek forgatókönyvét (Kukori és Kotkoda, Frakk, a macskák réme, illetve társszerzőként a Vízipók-csodapók). 1968-ban indította az első környezetbarát műsort, a Kuckót.
Később több könyve (Mi újság a Futrinka utcában?, Mazsola-kötetek, Frakk-kötetek, Szeleburdi család) és fordítása (Babar) is megjelent. A Szeleburdi családot és a Hajónaplót Palásthy György két filmben feldolgozta. A Magyarországon a 90-es évek közepén bemutatott Garfield rajzfilmekhez is ő készítette el a magyar szövegeket.
2008. október 24-én, egy nappal 86. születésnapja után elhunyt. 2008. november 5-én Budapesten a Farkasréti temetőben helyezték végső nyugalomra, a pályatársak nevében Csukás István mondott búcsúztatót.

## Díjai, elismerései
- Munkás-paraszt Hatalomért emlékérem (1957)
- Szocialista Kultúráért díj (1961)
- Művelődési Minisztérium nívódíja (1969, 1982, 1983)
- József Attila-díj (1975)
- A Móra Könyvkiadó Nívódíja (1981, 1983)
- A Munka Érdemrend arany fokozata (1981)
- A Szocialista Televízióért (1985)
- A Magyar Köztársasági Érdemrend kiskeresztje (1997)
- Magyar Örökség díj (2016)[8]

## Művei
- Fánni, a modern tündér (meseregény) (1936)
- Az elvarázsolt egérkisasszony (gyerekregény) (1941)
- Cimborák (meseregény) (1942)
- Foltoskönyökű (meseregény) (1962)
- Mi újság a Futrinka utcában? (meseregény) (1964)
- Mazsola (mesesorozat) (1965)
- Megint Mazsola (mesekönyv) (1966)
- Szeleburdi család (ifjúsági regény) (1968)
- A szitakötők szigetén (mesék) (1969)
- Brúnó kapitány (verses képeskönyv) (1970)
- Mazsola és Tádé (képes mesekönyv) (1971)
- Frakk, a macskák réme (gyermekregény) (1973)
- Hajónapló (ifjúsági regény) (1974)
- Iskola a faliszekrényben (mese) (1975)
- Labdarózsa (gyermekregény) (1975)
- A repülő dívány (ifjúsági regény) (1977)
- Frakk és a foci (gyermekregény) (1979)
- Koránkelő Darázs (ifjúsági regény) (1979)
- Mazsola (képes mesekönyv) (1980)
- Jó éjszakát, Maci! (képes mesekönyv) (1981)
- Labdarózsa lámpája (gyermekregény) (1981)
- Hol a cica? (képeskönyv) (1982)
- Lepke az írógépen (életrajzi történetek) (1982)
- Bari, bari, bárány (képeskönyv) (1983)
- Egy egér naplója (meseregény) (1983)
- Én vagyok a Tévé-Maci (képeskönyv) (1983)
- Kukori és Kotkoda (képeskönyv) (1985)
- Micsoda pók a vízipók! (meseregény) (1985)
- Tündér a vonaton (meseregény) (1986)
- Az irigy kutya karácsonya (mese) (1987)
- Zöld erdőben jártam (mese) (1987)
- Madárfürdő (ifjúsági regény) (1988)
- Duruzsoló (mese) (1989)
- Gücülke és cimborái; Polygon, Bp., 1989
- Vízitündér, vízimanó; Santos, Bp., 2001
- Én vagyok a Tévé-Maci; 2. felújított kiad.; Móra, Bp., 2008
- Kukori és Kotkoda. A végtelen giliszta és más történetek; Móra, Bp., 2009
- Kukori és Kotkoda. Születésnapi szemétdomb és más történetek; Móra, Bp., 2010
- Kukori és Kotkoda. A nyikorgó daráló és más történetek; Móra, Bp., 2012
- Vízitündér, vízimanó; Holnap, Bp., 2016

### Fordítások
Művei megjelentek többek közt német, orosz, szlovák, lett és japán nyelven is.

## Filmjei
| - Mi újság a Futrinka utcában? (1962-1967) - Mazsola (1964-1966) - Cinci kandúr (1968) - Egy egér naplója (1968-1969) - Gabi és Dorka (1969) - Mazsola és Tádé I-III. (1969-1971) - Kukori és Kotkoda I-II. (1970-1972) - Frakk, a macskák réme I-IV. (1971-1985) - Tévé-ovi (1972) - Futrinka utca (1979) - A szeleburdi család (1981) - Szeleburdi vakáció (1987) - Szimat Szörény, a szupereb (1988) - A kék egér I-II. (1997-1998) | - Csoszogós (1966), író: Leszkay András - A Kiscsacsi kalandjai (1972), író: Csukás István - Mekk mester (1973), író: Romhányi József - Mikrobi (1973-1975), író: Botond-Bolics György - Mirr-Murr, a kandúr I-III. (1973-1975), író: Csukás István - A legkisebb ugrifüles I-II. (1975-1976), író: Csukás István - A kockásfülű nyúl II. (1976), író: Marék Veronika - Vízipók-csodapók I-II. (1976-1980) társszerző, dramaturg. Forgatókönyvíró: Kertész György - Magyar népmesék I-III. (1977-1984) - Marci és a kapitány (1977), író: Demány Ottó - Varjúdombi mesék (1977), író: Tarbay Ede - Pom Pom meséi I-II. (1978-1981), író: Csukás István - Vuk (1980), forgatókönyvíró: Fekete István műve alapján Dargay Attila, Imre István és Tarbay Ede - Mondja, struccné! (1981) - A nagy ho-ho-horgász I. (1982), író: Csukás István - Vízipók-csodapók moziváltozat (1982), forgatókönyvíró: Kertész György |

### Szerkesztőként
| Ifjúsági műsorok - Komisz kölykök kalendáriuma (1968) - Gyermekjátékok (1972) – Astra marionett együttes Bartók Béla zenéjére - Kutyák, macskák, gyerekek (1981) - Falun nyaralunk (1982) - Vadászkutyák (1983) | Dokumentumfilmek - Fáradhatatlanok (1982) – A tanárnő Bundy nővérek Csengeren - Kincses Klárafalva (1986) – Kisznerné Gábor Rózsa kosárfonó és festő | Ismeretterjesztő műsorok - Bagolyvár (1965-1967), forgatókönyv: Dr Pásztor Lajos - Kuckó (1967-1990) 1-272.adás, (1994–95) 1-17. adás - Több világrész egy parkban - Szereted a dinnyét? - Az állatok világa 1. |

### Szinkrondramaturgként
| Év        | Cím                                                  | Szinkron éve |
| --------- | ---------------------------------------------------- | ------------ |
| 1950      | Bátor Jankó                                          | 1969         |
| 1974-1977 | Barbapapa                                            | 1993-1994    |
| 1978      | Szegény kis éhenkórász                               | 1981         |
| 1981      | Kalandozások Heraklésszel                            | 1987         |
| 1982      | Itt jön Garfield (2. magyar szinkron)                | 1993         |
| 1983      | Garfield az élet sűrűjében (1. magyar szinkron)      | 1993         |
| 1984      | Garfield a természet lágy ölén (1. magyar szinkron)  | 1993         |
| 1984      | Hangyabanda                                          | 1992         |
| 1985      | Garfield rémes-krémes éjszakája (1. magyar szinkron) | 1993         |
| 1986      | A boszorkányiskola szégyene                          | 1993         |
| 1986      | Boldi, bolygónk fia                                  | 1992         |
| 1986      | Garfield a Paradicsomban (1. magyar szinkron)        | 1993         |
| 1987      | Garfield Hollywoodba megy (1. magyar szinkron)       | 1993         |
| 1987      | Garfield karácsonya                                  | 1993         |
| 1988      | Garfield kilenc élete (1. magyar szinkron)           | 1992         |
| 1988      | Garfield és barátai I. (1. magyar szinkron)          | 1994         |
| 1989      | Garfield, a nyomozók gyöngye (1. magyar szinkron)    | 1993         |
| 1989      | Garfield és a hálaadás ünnepe (1. magyar szinkron)   | 1993         |
| 1990      | Garfield a képzelet szárnyán (1. magyar szinkron)    | 1993         |
| 1991      | Garfield, az életművész (1. magyar szinkron)         | 1993         |
| 1992      | Icurka-picurka ikrecskék                             | 1994         |

## Bálint Ágnes Emlékház
Az írónő hajdani vecsési otthona - ahol 61 évet élt a családjával - 2010 óta megújulva, emlékházként várja Bálint Ágnes tisztelőit, a mesék szerelmeseit.